# Transaminaser
Transaminaser är enzymer i blodet som analyseras för att detektera en leverskada. Transaminaserna benämns oftast ASAT 
(aspartataminotransferas) och ALAT (alaninaminotransferas) i lablistan. 
Enzymet katalyserar reaktionen mellan en aminosyra och en alfa-ketosyra. Denna reaktion är viktig för syntesen av proteiner.